# Erik van Dillen
Erik van Dillen (* 21. Februar 1951 in San Mateo, Kalifornien) ist ein ehemaliger US-amerikanischer Tennisspieler.

## Karriere
Erik van Dillen studierte an der University of Southern California Wirtschaft und spielte für die Universitätsmannschaft College Tennis. Die Hochschule verließ er mit 19 Jahren, um bei Profiturnieren teilnehmen zu können.
Ab 1967 spielte van Dillen auf hochdotierten Tennisturnieren. Bei seiner ersten Teilnahme bei den U.S. Championships, die später als US Open ausgetragen wurden, erreichte er in diesem Jahr die zweite Runde, wo er gegen Herb Fitzgibbon ausschied. Seine besten Ergebnisse im Einzel eines Grand-Slam-Turniers hatte er 1974 bei den French Open und in Wimbledon sowie im Folgejahr erneut bei den French Open, wo er jeweils das Achtelfinale erreichte. 1973 stand er mit Platz 36 am höchsten in der Weltrangliste.
Mit Platz 35 im Doppel, erreicht im Jahr 1977, war er dort fast ebenso erfolgreich. Bei den US Open erreichte er gemeinsam mit Stan Smith das Doppelfinale im Jahr 1971, in dem sie  John Newcombe und Roger Taylor unterlagen; 1972 mit Stan Smith und 1975 mit Dick Stockton folgten zwei Halbfinalteilnahmen. Das beste Doppelergebnis in Wimbledon hatte er 1972, als er an der Seite von Smith das Finale gegen Bob Hewitt und Frew McMillan verlor. Bei seiner einzigen Teilnahme an den Australian Open im Jahr 1977 spielte er sich mit seinem Doppelpartner Charlie Pasarell ebenfalls ins Finale, wo sie von Arthur Ashe und Tony Roche geschlagen wurden.
Van Dillen trat zwischen 1971 und 1976 in 14 Begegnungen für die US-amerikanische Davis-Cup-Mannschaft an. Bei 18 Matches konnte er 12 Siege für sich verbuchen. Seine größten Erfolge mit dem Team waren jeweils der Gewinn des Davis Cups in den Jahren 1971 und 1972.

## Privates
Seinen Bachelor-Abschluss machte er im Jahr 1973 an der University of Southern California. In seinen letzten Jahren im professionellen Tennis erlangte er 1981 an der San Francisco State University den Master of Business Administration. 
Nach seiner Tenniskarriere war er für mehr als 20 Jahre für IMG tätig, wo er als Manager unter anderem Sportler wie Martina Navratilova, Chris Evert und Joe Montana betreute und Firmen wie DHL und Gap Inc. beriet. Später machte er sich mit seiner Ehefrau Barbara mit einer Managementagentur selbstständig.

## Erfolge
| Legende                   |
| Grand Slam                |
| Grand Prix (15)           |
| ATP Challenger Series (3) |

| ATP-Titel nach Belag |
| Hartplatz (2)        |
| Sand (3)             |
| Rasen (4)            |
| Teppich (6)          |

### Einzel

#### Turniersiege

##### ATP Tour
| Nr. | Datum             | Turnier     | Belag       | Finalgegner   | Ergebnis      |
| --- | ----------------- | ----------- | ----------- | ------------- | ------------- |
| 1.  | 28. Dezember 1970 | New Orleans | Teppich (i) | Haroon Rahim  | 6:1, 6:1      |
| 2.  | 16. Juni 1973     | Nottingham  | Rasen       | Frew McMillan | 3:6, 6:1, 6:1 |

##### Challenger Tour
| Nr. | Datum           | Turnier   | Belag     | Finalgegner        | Ergebnis      |
| --- | --------------- | --------- | --------- | ------------------ | ------------- |
| 1.  | 20. August 1978 | Lancaster | Hartplatz | Kevin Curren       | 6:4, 6:7, 7:6 |
| 2.  | 1. Juli 1979    | Concord   | Hartplatz | Howard Schoenfield | 6:7, 6:2, 6:3 |

#### Finalteilnahmen
| Nr. | Datum           | Turnier     | Belag         | Finalgegner    | Ergebnis                |
| --- | --------------- | ----------- | ------------- | -------------- | ----------------------- |
| 1.  | 1. Juni 1969    | Sacramento  | Hartplatz     | Clark Graebner | 4:6, 6:3, 6:4, 0:6, 5:7 |
| 2.  | 6. Februar 1972 | Kansas City | Hartplatz (i) | Tom Edlefsen   | 3:6, 3:6                |

### Doppel

#### Turniersiege

##### ATP Tour
| Nr. | Datum            | Turnier        | Belag       | Doppelpartner    | Finalgegner                    | Ergebnis      |
| --- | ---------------- | -------------- | ----------- | ---------------- | ------------------------------ | ------------- |
| 1.  | 8. August 1971   | Cincinnati (1) | Sand        | Stan Smith       | Sandy Mayer Roscoe Tanner      | 6:4, 6:4      |
| 2.  | 17. Februar 1973 | Kopenhagen     | Teppich (i) | Tom Gorman       | Mark Cox Graham Stilwell       | 6:4, 6:4      |
| 3.  | 16. Juni 1973    | Nottingham (1) | Rasen       | Tom Gorman       | Bob Carmichael Frew McMillan   | 6:4, 6:1      |
| 4.  | 22. Juni 1974    | Nottingham (2) | Rasen       | Charlie Pasarell | Bob Lutz Stan Smith            | 9:7, 6:3      |
| 5.  | 16. Februar 1975 | Toronto        | Teppich (i) | Dick Stockton    | Anand Amritraj Vijay Amritraj  | 6:4, 7:5, 6:1 |
| 6.  | 23. März 1975    | Memphis        | Teppich (i) | Dick Stockton    | Mark Cox Cliff Drysdale        | 1:6, 7:5, 6:4 |
| 7.  | 10. August 1975  | North Conway   | Sand        | Haroon Rahim     | John Alexander Phil Dent       | 7:6, 7:6      |
| 8.  | 25. Januar 1976  | Birmingham     | Teppich (i) | Jimmy Connors    | Hank Pfister Dennis Ralston    | 7:6, 6:4      |
| 9.  | 18. Juli 1976    | Cincinnati (2) | Sand        | Stan Smith       | Eddie Dibbs Harold Solomon     | 6:1, 6:1      |
| 10. | 6. August 1978   | New Orleans    | Teppich (i) | Dick Stockton    | Ismail El Shafei Brian Fairlie | 7:6, 6:3      |
| 11. | 20. August 1978  | Cleveland (1)  | Hartplatz   | Dick Stockton    | Rick Fisher Bruce Manson       | 6:1, 6:4      |
| 12. | 12. Juli 1981    | Newport        | Rasen       | Brad Drewett     | Kevin Curren Billy Martin      | 6:2, 6:4      |
| 13. | 16. August 1981  | Cleveland (2)  | Hartplatz   | Van Winitsky     | Syd Ball Ross Case             | 6:4, 5:7, 7:5 |

##### Challenger Tour
| Nr. | Datum         | Turnier    | Belag     | Doppelpartner | Finalgegner                 | Ergebnis      |
| --- | ------------- | ---------- | --------- | ------------- | --------------------------- | ------------- |
| 1.  | 11. Juni 1979 | Montgomery | Hartplatz | Eric Friedler | Tom Leonard Jerry Van Linge | 4:6, 6:3, 7:6 |

#### Finalteilnahmen
| Nr. | Datum              | Turnier                 | Belag       | Doppelpartner    | Finalgegner                  | Ergebnis                |
| --- | ------------------ | ----------------------- | ----------- | ---------------- | ---------------------------- | ----------------------- |
| 1.  | 19. Juni 1971      | Queen’s Club            | Rasen       | Stan Smith       | Tom Okker Marty Riessen      | 6:8, 6:4, 8:10          |
| 2.  | 15. August 1971    | Indianapolis            | Sand        | Clark Graebner   | Željko Franulović Jan Kodeš  | 6:7, 7:5, 3:6           |
| 3.  | 29. August 1971    | South Orange            | Rasen       | Clark Graebner   | Bob Carmichael Tom Leonard   | 4:6, 6:4, 4:6           |
| 4.  | 15. September 1971 | US Open                 | Rasen       | Stan Smith       | John Newcombe Roger Taylor   | 7:6, 3:6, 6:7, 6:4, 3:5 |
| 5.  | 8. Juli 1972       | Wimbledon Championships | Rasen       | Stan Smith       | Bob Hewitt Frew McMillan     | 2:6, 2:6, 7:9           |
| 6.  | 1. April 1973      | Vancouver               | Teppich (i) | Tom Gorman       | Pierre Barthès Roger Taylor  | 7:5, 3:6, 6:7           |
| 7.  | 22. April 1973     | Charlotte               | Sand        | Tom Gorman       | Tom Okker Marty Riessen      | 6:7, 6:3, 3:6           |
| 8.  | 26. Januar 1975    | Philadelphia            | Teppich (i) | Dick Stockton    | Brian Gottfried Raúl Ramírez | 6:3, 3:6, 6:74          |
| 9.  | 28. März 1976      | Palm Springs            | Hartplatz   | Raymond Moore    | Colin Dibley Sandy Mayer     | 4:6, 7:6, 6:7           |
| 10. | 2. August 1976     | Louisville              | Hartplatz   | Stan Smith       | Byron Bertram Pat Cramer     | 3:6, 4:6                |
| 11. | 9. Januar 1977     | Australian Open         | Rasen       | Charlie Pasarell | Arthur Ashe Tony Roche       | 4:6, 4:6                |
| 12. | 13. März 1977      | Johannesburg            | Hartplatz   | Charlie Pasarell | Bob Hewitt Frew McMillan     | 2:6, 0:6                |
| 13. | 9. Mai 1982        | Forest Hills            | Sand        | Dick Stockton    | Tracy Delatte Johan Kriek    | 4:6, 6:3, 3:6           |